# 周奕丰
周奕丰（1969年—），广东汕头人，汉族，中华人民共和国政治人物、第十二届全国人民代表大会广东地区代表。
毕业于澳门公开大学工商管理专业。加入中国共产党。2013年，担任全国人大代表。